# Département de l'Arkansas
Le département de l'Arkansas est un échelon de commandement de l'armée des États-Unis au XIXe siècle autour de la période de la guerre de Sécession. Ce département est créé le 6 janvier 1864, composé de l'Arkansas, à l'exception de fort Smith, en Arkansas. Le fort Smith est ajouté plus tard le 17 avril 1864,.

« Par la direction du président des États-Unis, le major général des volontaires des États-Unis, est placé au commandement de l'Arkansas, qui sera composé de l'État de l'Arkansas, à l'exception du fort Smith. Les troupes sont celles du septième corps d'armée du major général Steele, et seront subordonnées au major général U. S. Grant. Par ordre du secrétaire à la Guerre : Ed Townsend, adjoint à l'adjudant-général. »

Ce département est co-extensif avec la deuxième création du  VIIe corps.

## Activité
Le général Steele prend le commandement du département de l'Arkansas au debut de l'année 1864. L'objectif principal du département est de supprimer les forces confédérées de la région et d'empêcher l'arrivée de renforts confédérés à l'est du fleuve Mississippi. Il reçoit l'ordre de coopérer avec la campagne de la Red River menée par le général Nathaniel P. Banks. Steele mène alors la malheureuse expédition de Camden, étant défait à Poison Spring et Jenkins' Ferry.
Steele est envoyé dans le département du golfe et le général Joseph J. Reynolds lui succède. Au moment du changement de commandement, des unités de l'Union sont transférées vers l'armée de Sherman dans les Carolines. Aussi, le général Reynolds se met sur la défensive, protégeant ses positions à Little Rock et une série de poste le long d'une ligne qui court d'Helena à De Valls Bluff. Les forces de l'Union sont alors réduites à dix mille cavaliers et douze mille fantassins contre quarante mille confédérés dans le Trans-Mississippi.

## Généraux commandants
- Frederick Steele (6 janvier au 22 décembre 1864)
- Joseph J. Reynolds (22 décembre 1864 au 1er août 1865)